# كفر الحاجة
قرية كفر الحاجة هي إحدى القرى التابعة لمركز إيتاي البارود في محافظة البحيرة في جمهورية مصر العربية. حسب إحصاءات سنة 2006، بلغ إجمالي السكان في كفر الحاجة 3274 نسمة، منهم 1680 رجل و1594 امرأة.